# Rabas
Rabas (Servisch cyrillisch Рабас) is een plaats in de Servische gemeente Valjevo. De plaats telt 150 inwoners (2002).

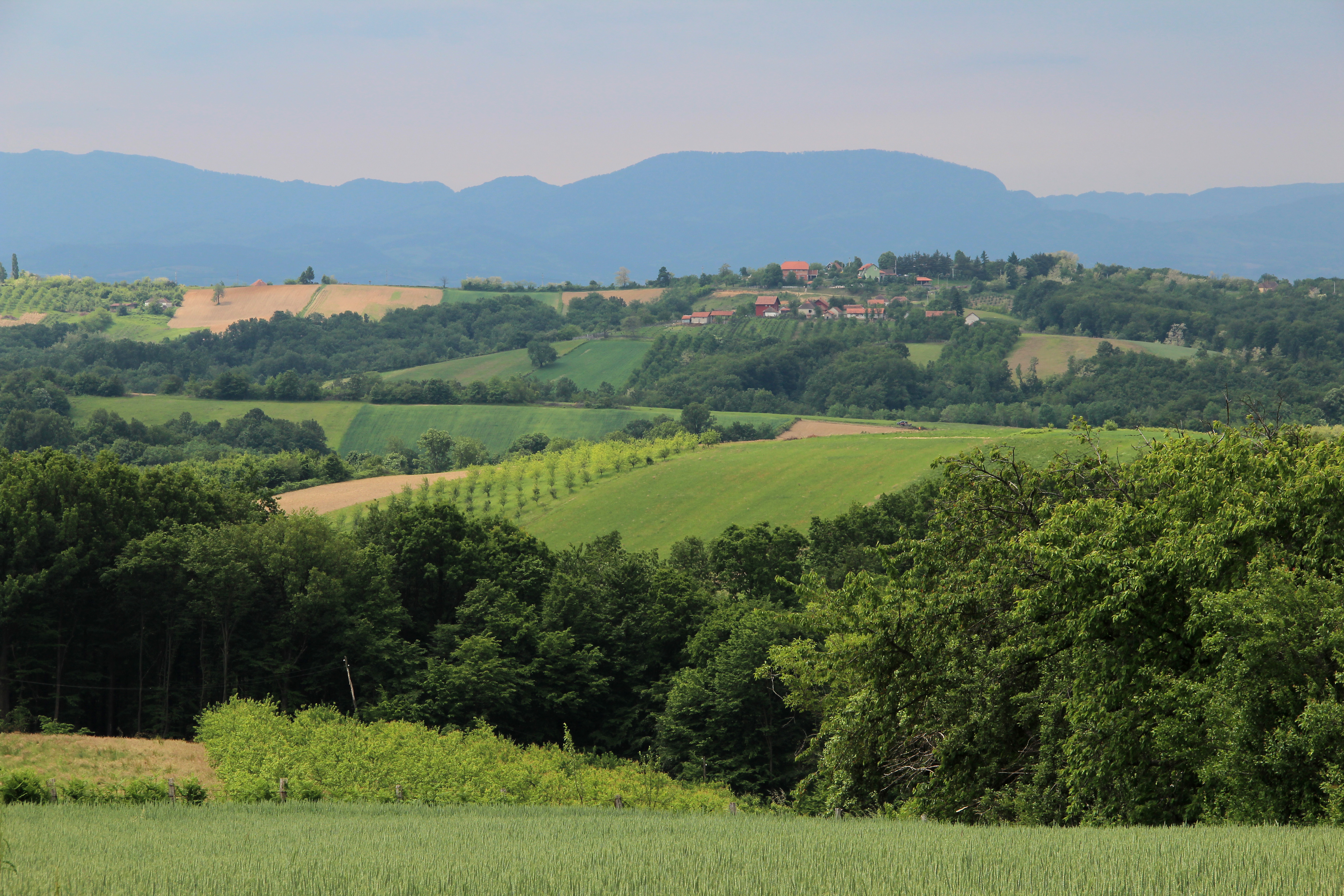
Rabas - panorama
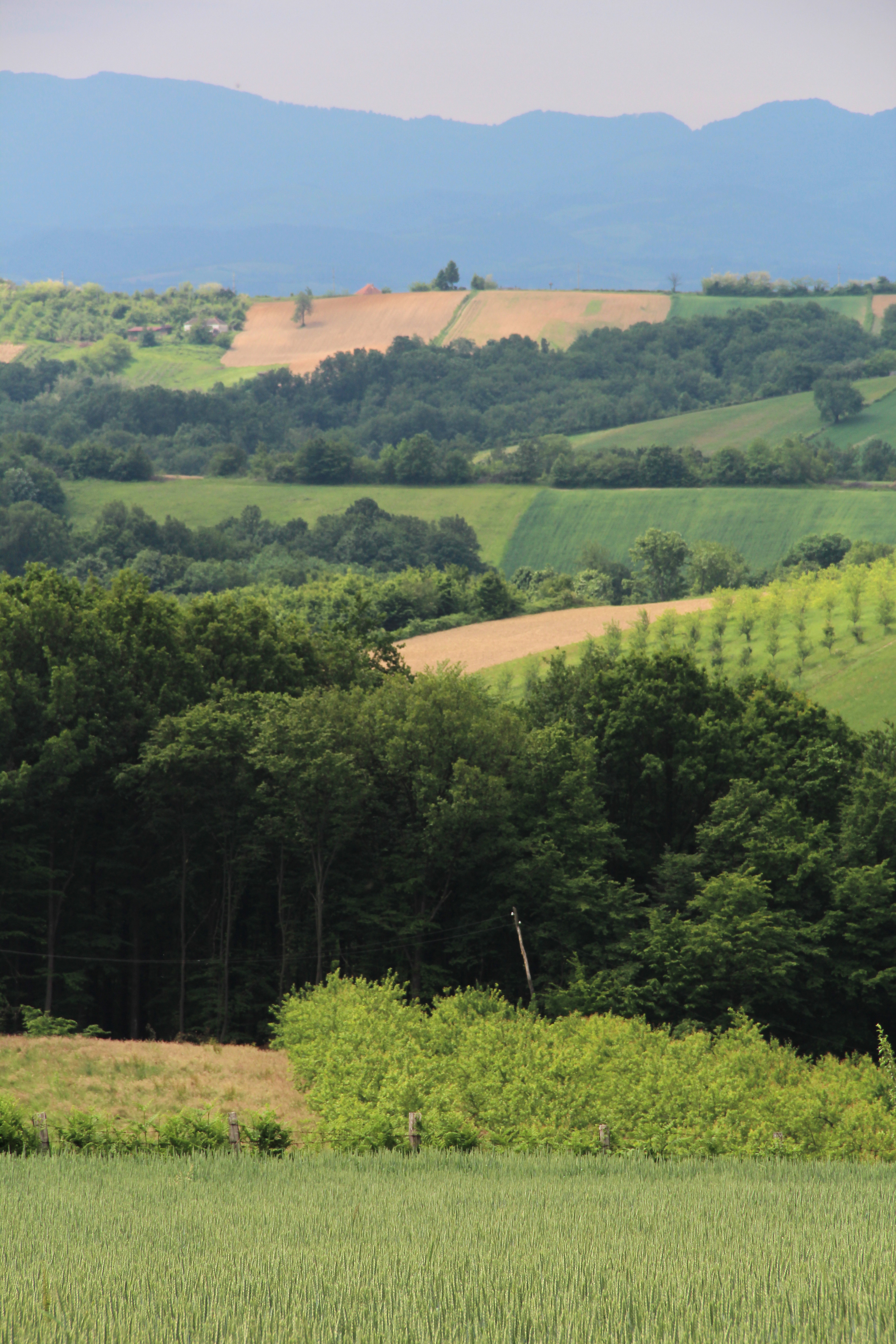
Rabas - panorama
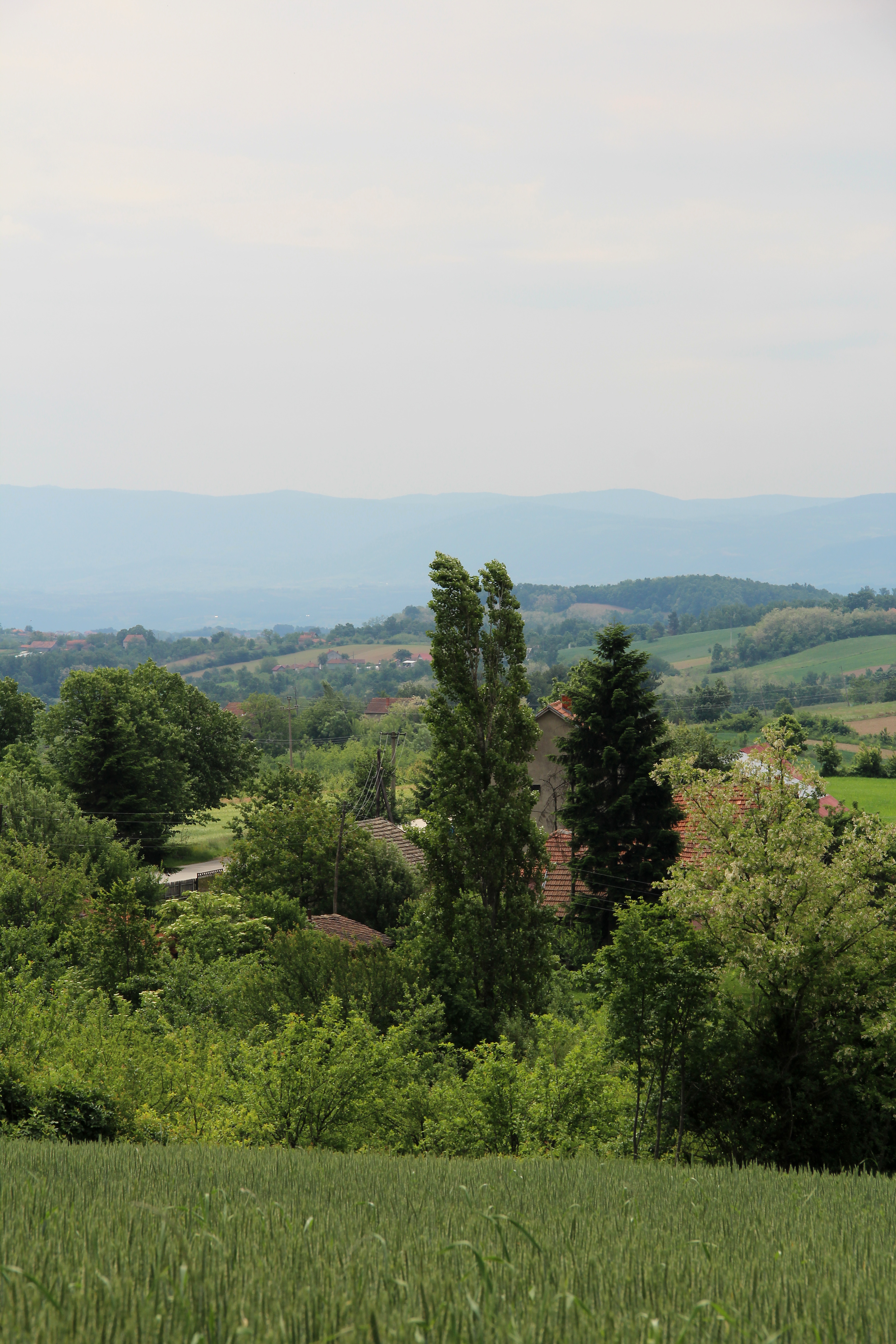
Rabas - panorama
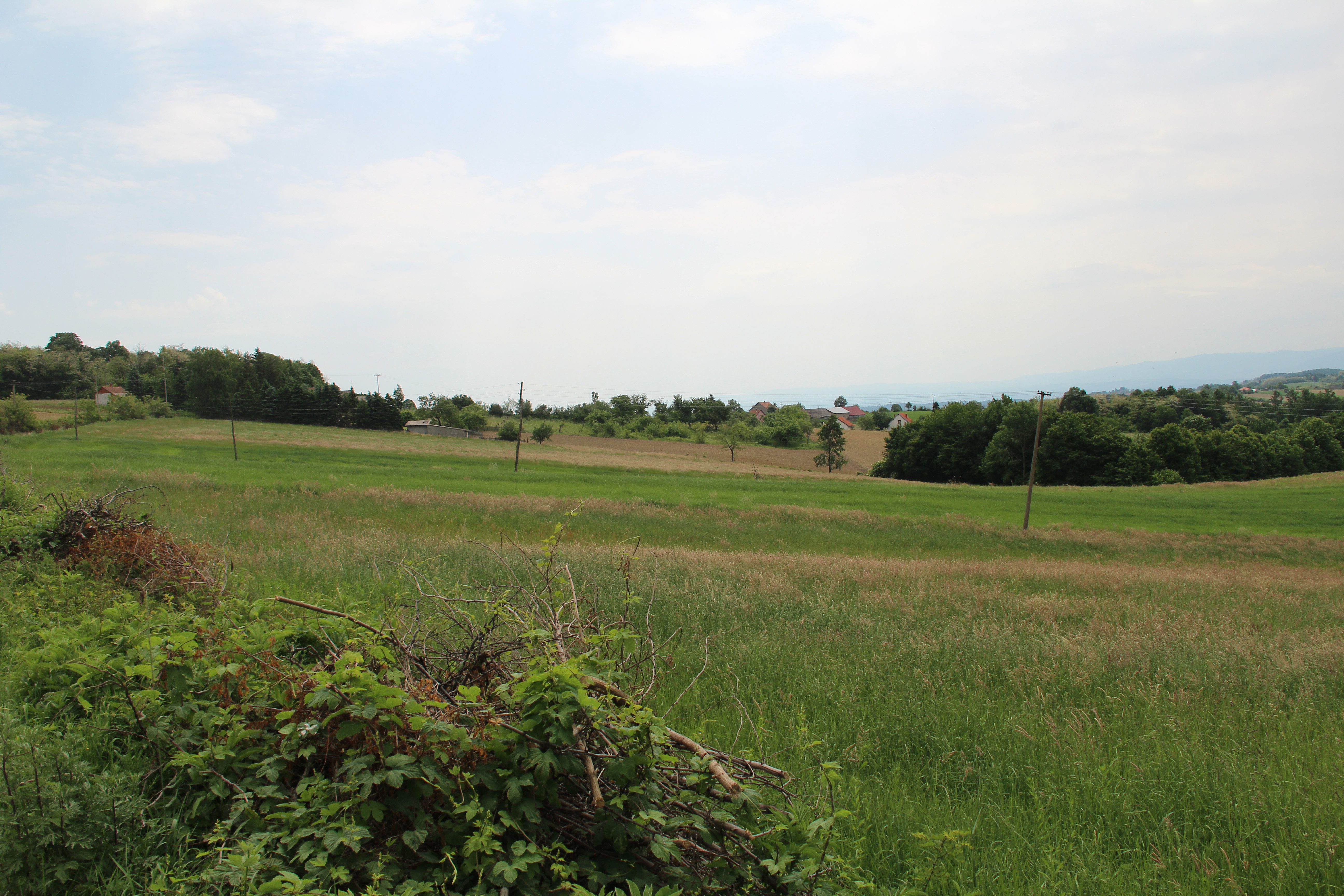
Rabas - panorama
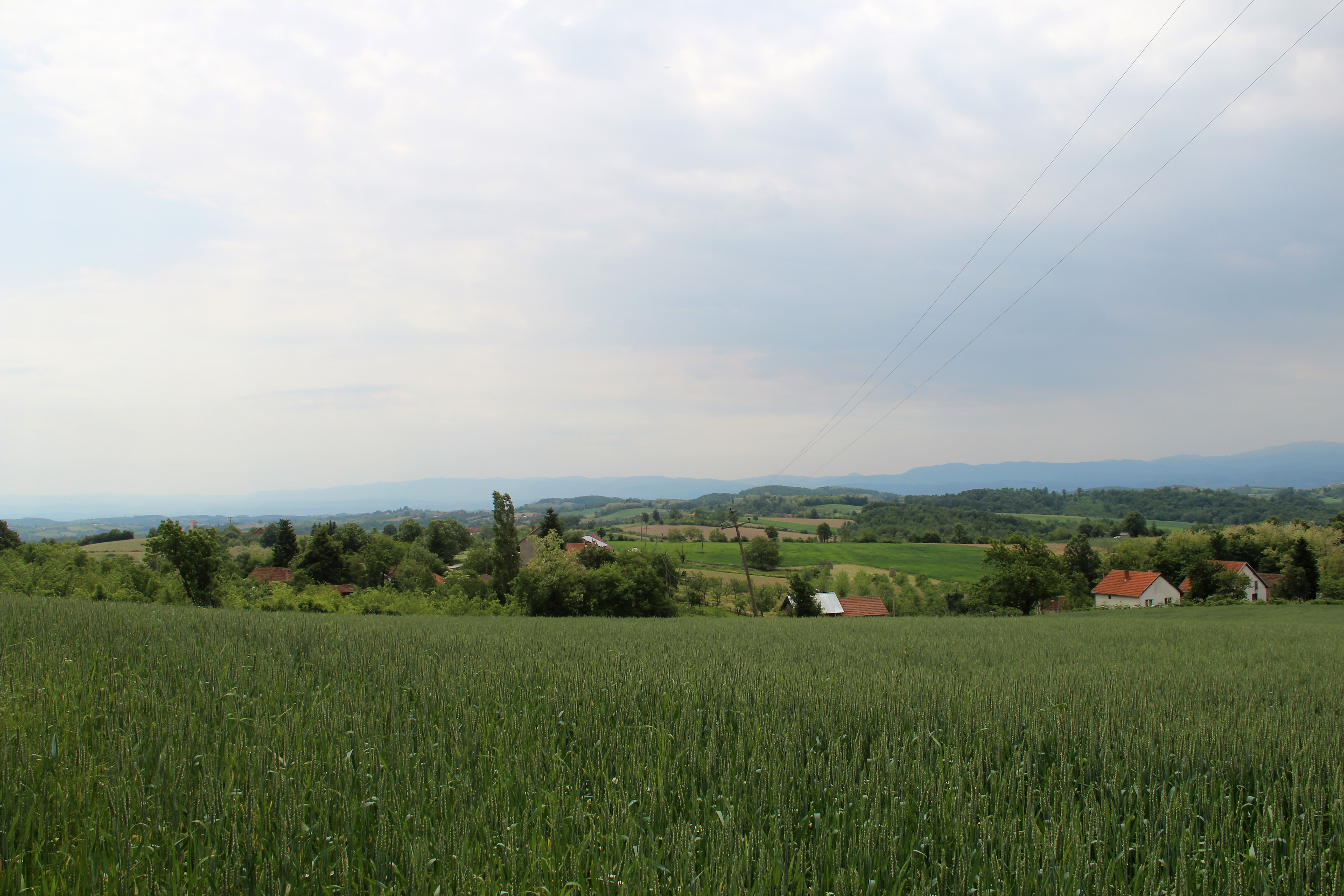
Rabas - panorama
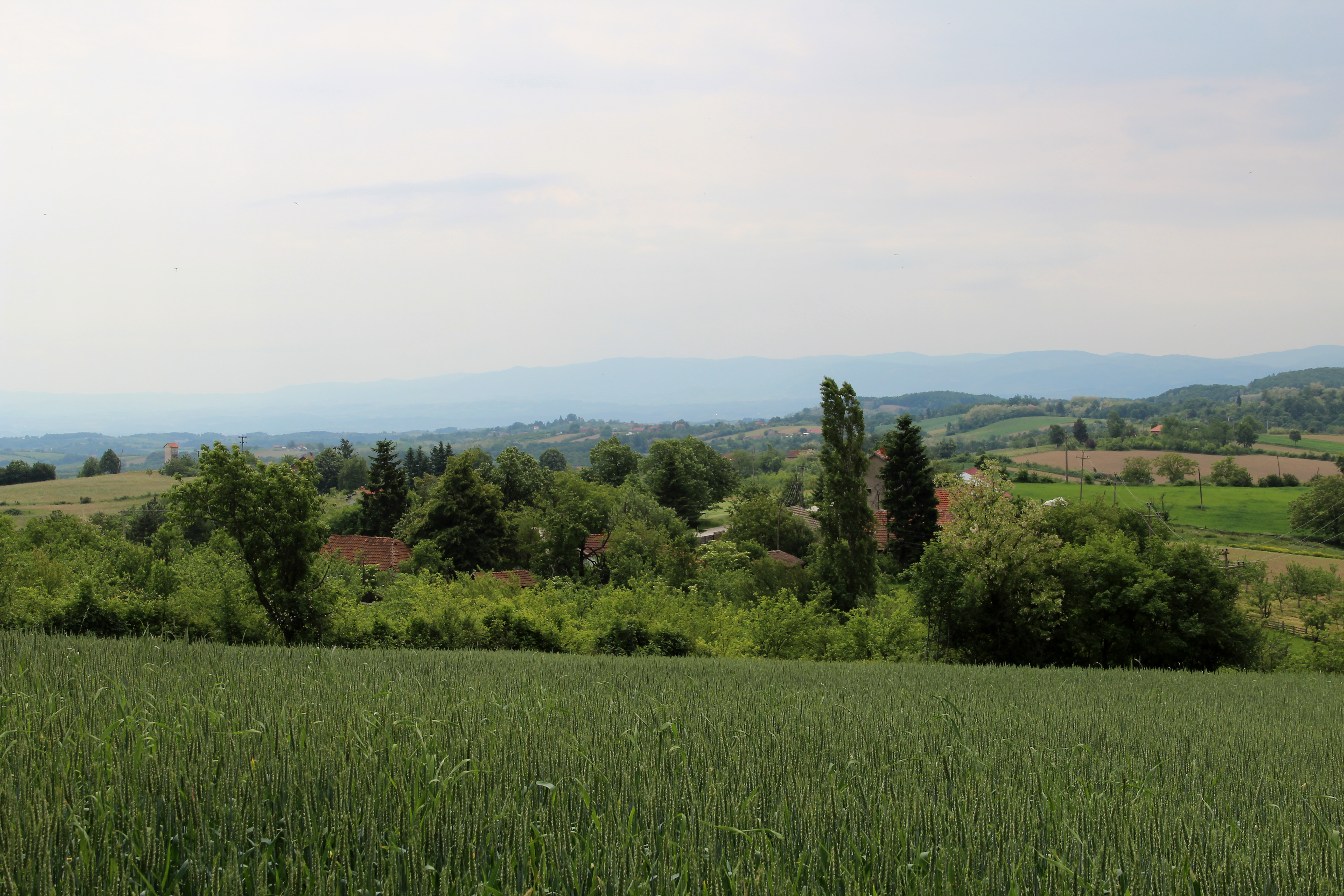
Rabas - panorama
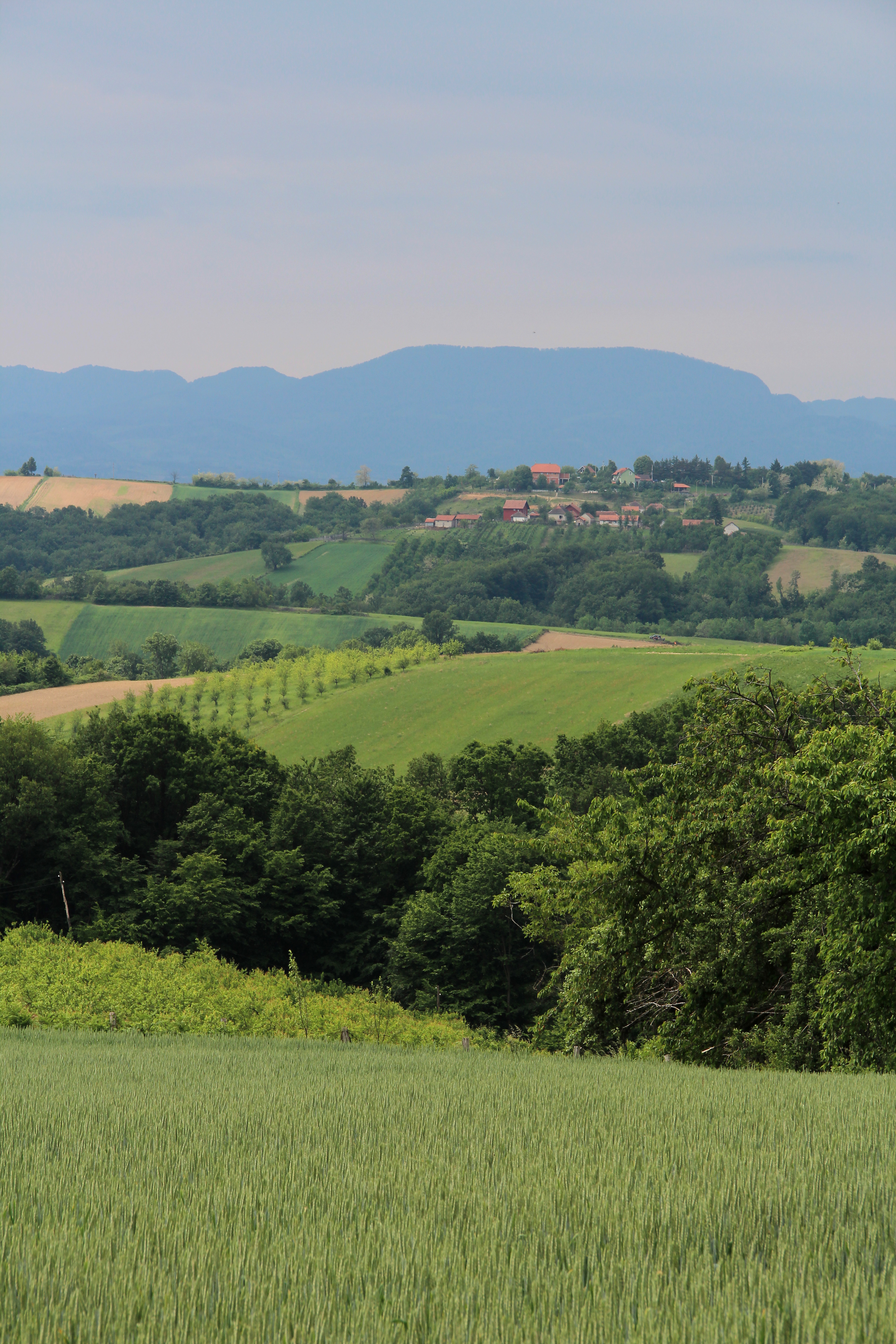
Rabas - panorama